# Hypanthidium nigritulum
Hypanthidium nigritulum är en biart som beskrevs av Urban 1997. Hypanthidium nigritulum ingår i släktet Hypanthidium och familjen buksamlarbin. Inga underarter finns listade i Catalogue of Life.